# Pasqual Scanu
Pasqual Scanu (Alghero 1908 - Sassari 1978) est un pédagogue et écrivain italien qui a écrit en catalan et italien.

## Parcours
Il étudie à Rome et devient professeur des écoles puis directeur d'école dans la province de Sassari (1937-1975). Intéressé par la culture catalane à Alghero, il a participé à presque tous les jeux floraux catalans depuis 1959.

## Œuvres
- Alghero e la Catalogna (1962)
- Pervivència de la llengua catalana oficial a l'Alguer (1964)
- Sardegna (1964)
- Sardegna nostra (1970)
- Poesia d'Alguer (1970)
- Guida di Alghero (1971)
- Rondalles alguereses (1985)